# Аляскинский хребет
 Аля́скинский хребе́т (англ.  Alaska Range) — относительно узкий горный хребет длиной около 1000 км на Аляске (США). Высочайшая вершина Северной Америки — гора Денали — находится на Аляскинском хребте. Часть хребта расположена на территории Юкон.

## География

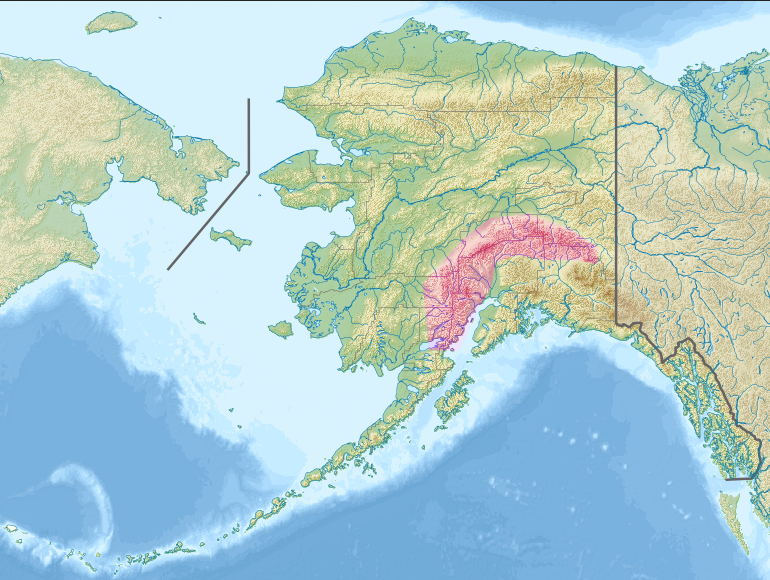
Карта рельефа Аляскинского хребта (отмечен розовым)

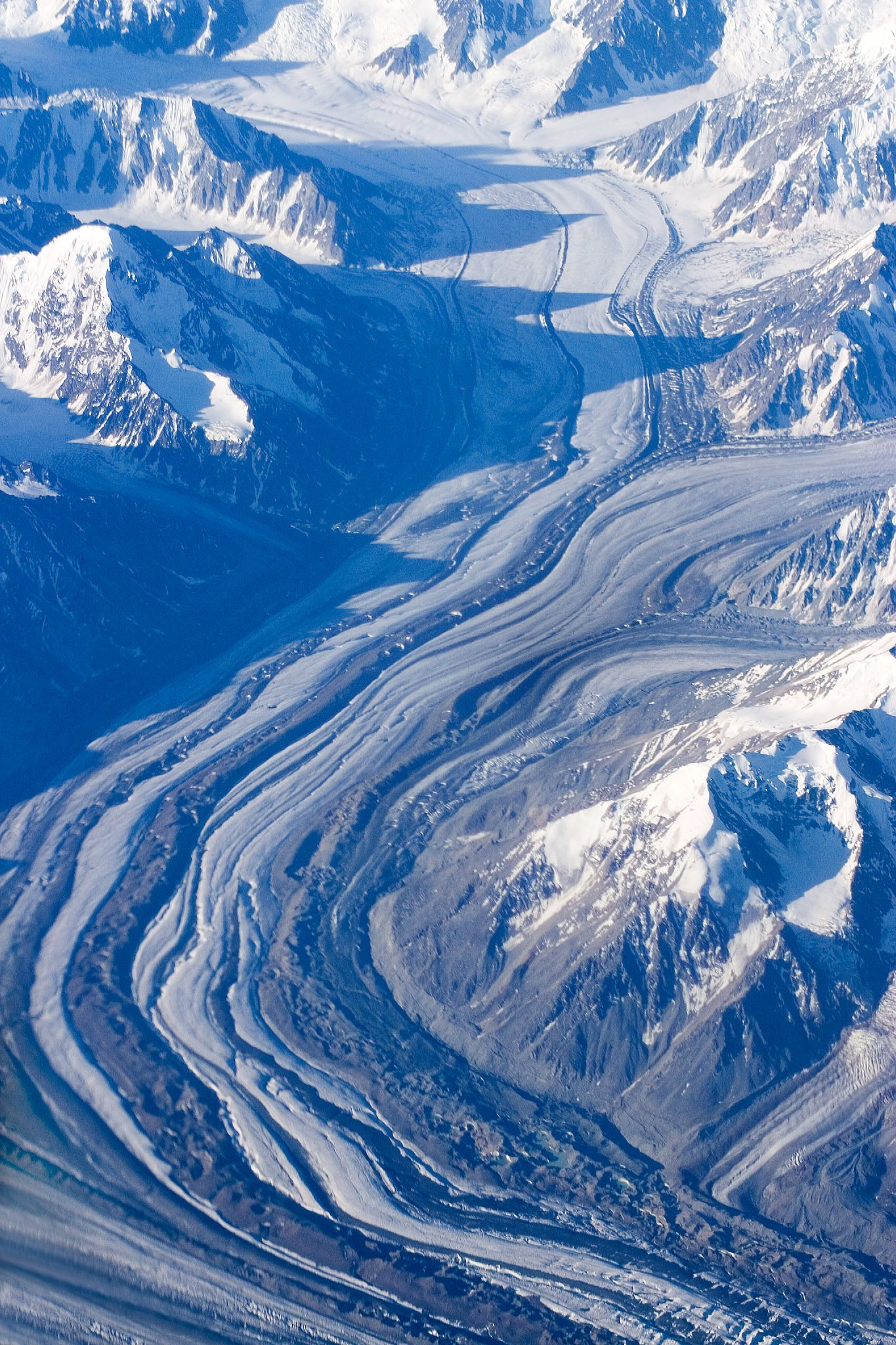
Ледник на Аляскинском хребте

Хребет простирается от озера Кларк на юго-западе до реки Белой на канадской территории Юкон на юго-востоке. Является частью Тихоокеанского вулканического кольца и Деналийского разлома, который проходит вдоль южного края хребта. Тем не менее, в самом хребте вулканов нет. Образует дугу с запада на восток, причём самая северная его часть находится в центре.

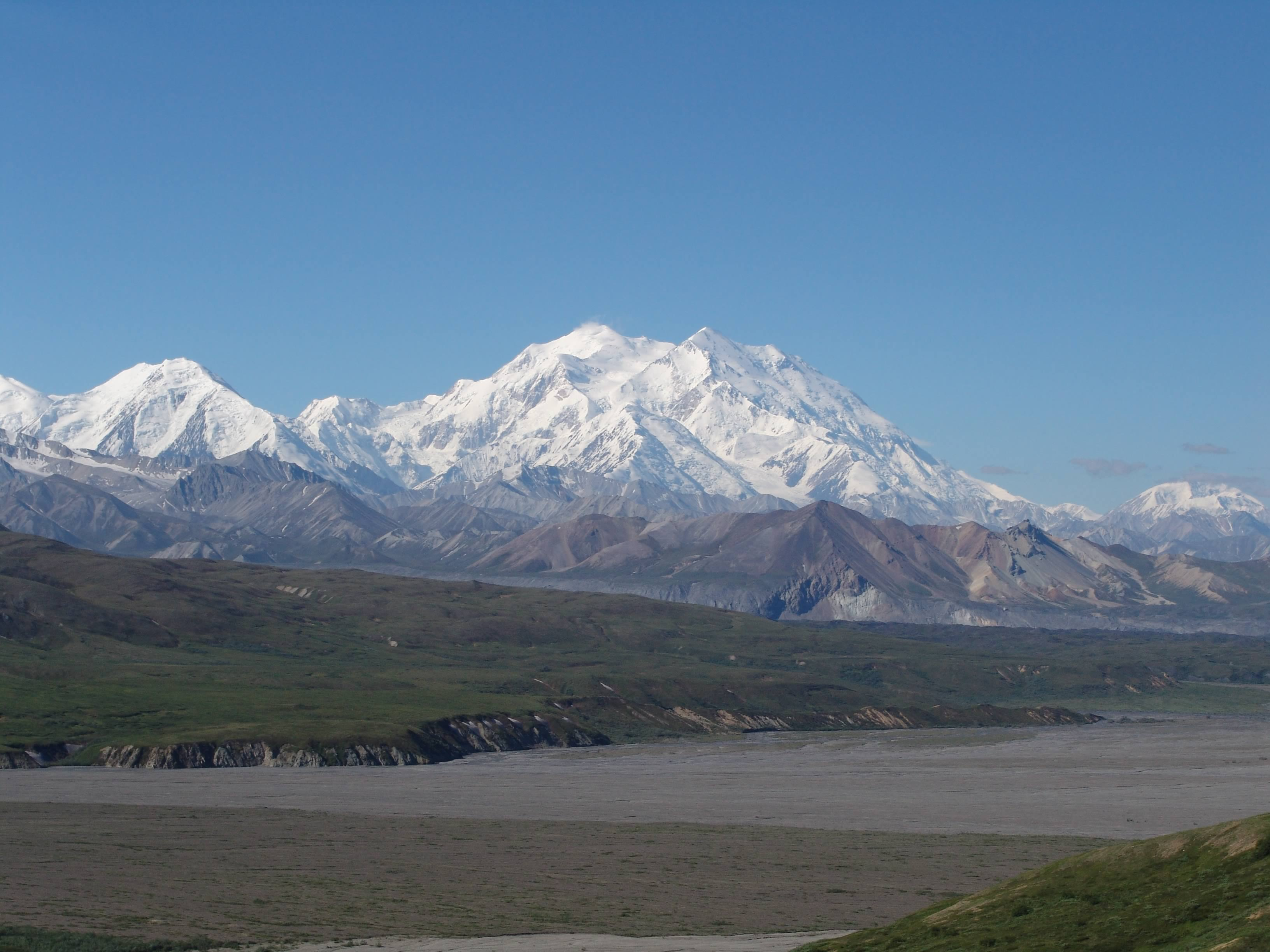
Денали в солнечный день

Хребет действует как барьер, препятствующий распространению влажного воздуха с Аляскинского залива на север. Это приводит к выпадению обильных осадков. Сильные снегопады способствовали появлению многочисленных ледников. Хребет пересекают четыре крупные реки: Делта и Ненана в центре, Набесна и Чизана на востоке. На территории хребта созданы национальные парки «Врангель-Сент-Элайас», Денали, «Лейк-Кларк». Его пересекает Трансаляскинский нефтепровод.

## Самые высокие вершины
- Денали — высота 6194 м
- Форакер — 5304 м
- Хантер — 4442 м
- Хэйес — 4216 м
- Сильвертроун — 4029 м
- Дебора — 3761 м
- Хангингтон — 3730 м
- Расселл — 3557 м
- Те-Музес-Тут — 3150 м

## Этимология
Название «Аляскинский хребет» впервые было применено в 1869 году натуралистом Доллом (англ.  W. H. Dall).